# Clathria duplex
Clathria duplex är en svampdjursart som först beskrevs av Sarà 1958.  Clathria duplex ingår i släktet Clathria och familjen Microcionidae.
Artens utbredningsområde är Italien. Inga underarter finns listade i Catalogue of Life.